# Loveț, Șumen
Loveț (în bulgară Ловец) este un sat în comuna Vărbița, regiunea Șumen,  Bulgaria. 

## Demografie
Componența etnică a satului Loveț
     Bulgari (10,17%)
     Nicio identificare (3,47%)
     Romi (34,98%)
     Turci (51,36%)
La recensământul din 2011, populația satului Loveț era de 403 locuitori. Din punct de vedere etnic, majoritatea locuitorilor (51,36%) erau turci, existând și minorități de romi (34,98%) și bulgari (10,17%). Pentru 3,47% din locuitori nu este cunoscută apartenența etnică.